# Robert Venturi
Robert Venturi (født 25. juni 1925 - 18. september 2018) var en amerikansk arkitekt.
En af Venturis mest kendte bygninger er huset han i 1965 tegnede til sin mor, Chestnut Hill House, også kaldet for Vanna Venturi House, Philadelphia, Pennsylvania.
Han er også antimodernist og er blevet kendt for at have ændret Ludwig Mies van der Rohes udtryk Less is more, "mindre er mere" til Less is a bore, "mindre er kedelig".